# Insight Guides
 (février 2023).
Si vous disposez d'ouvrages ou d'articles de référence ou si vous connaissez des sites web de qualité traitant du thème abordé ici, merci de compléter l'article en donnant les références utiles à sa vérifiabilité et en les liant à la section « Notes et références ».
Insight Guides est une société basée à Londres publiant des guides de voyage. Elle publie également des atlas et des cartes. Elle a été fondée en 1970 par Hans Johannes Hofer, dont le premier guide décrivait Bali. Il est désormais à la tête d'un empire de la publication, avec 400 guides couvrant plus de 100 destinations. La société a été revendue à la fin des années 1990 à Langenscheidt KG.